# Aceria carmichaeliae
Aceria carmichaeliae är en spindeldjursart som beskrevs av Lamb 1952. Aceria carmichaeliae ingår i släktet Aceria och familjen Eriophyidae. Inga underarter finns listade i Catalogue of Life.